# Đa Balkan rasa
Đa Balkan rasa je drugi studijski album ljubljanske alternativne rock skupine Srečna mladina, izdan 27. februarja 1998 pri založbi Nika Records v obliki CD-ja.

## Ozadje
Leta 1997 je Srečna mladina nastopila tudi na Novem rocku, prejela obilo pozitivnih kritik (z izjemo Marjana Ogrinca). Kasneje istega leta so posneli naslednjo ploščo Đa Balkan Rasa, ki je izšla februarja 1998. Na album se glasbeni kritiki niso kaj dosti odzvali, skupina pa je začela dobivati bolj "underground" občinstvo.
Januarja 1998 je skupina prvič nastopila v tujini, v avstrijskem Kirchbergu, marca pa za dobre nastope prejela nagrado Maršev gojzar (od Mariborskega radia Študent) za debitante leta. Postali so tudi zadnji bend, ki je igral na festivalu Zgaga. Julija so se še drugič odpravili v tujino, tokrat v Bugojno (BiH) in tam kot predstavniki Slovenije nastopili na festivalu Skup rokera bivše Jugoslavije. Oktobra 2002 je izšla kompilacija Drž'te jih! To niso Niet!!!, posvečena skupini Niet, kamor je skupina prispevala priredbo pesmi, po kateri je dobila ime.

## Snemanje
Na ovitku albuma je opisan postopek snemanja albuma:
»Plošča je bila posneta od avgusta do septembra 1997 v studiu na Metelkovi, z mizamojstrom Mažijem Koširjem, ki je obračal gumbe, postavljal jogije, krpe, deke in lonce, da bo plata čim bolj butala. Po koncu snemanja se je pridružil še drugi mojster Žarko Pak, ki je skoraj dva dni, z eno kavico vmes, miksal ploščo v studiu Metro in se nato še odpeljal k stricu v Milano, da bo plata še bolj butala.«

## Seznam pesmi
1. »Čičke račke« – 3:51
2. »Tenstan krumper je še vedno kul« – 3:32
3. »Tik tak« – 3:35
4. »Železna roka« – 1:40
5. »Na robe swet« – 2:51
6. »Metle vidu?!« – 3:09
7. »Majoneza« – 1:42
8. »Voham pečenko!« – 3:19
9. »Pjopular man« – 3:20
10. »Peribuspulus "Psiho" Jam« – 0:59
11. »Črn in bel« – 3:39
12. »The Bear of Sorrow« – 2:23
13. »Jesterday te ljubio« – 1:52
14. »Đa Balkan rasa« – 9:24

## Zasedba
Srečna mladina
- Tomi Demšer — vokal, bas kitara (kot Demiboy)
- Vlado Mihajlović — vokal, kitara (kot  G. Vlado Pjopularni)
- Andrej Zavašnik — bobni, vokal, kitara (kot Zavaman)
- Tim Kostrevc — saksofon, vokal, kitara (kot Dr. Timo)
- Tadej Markelj — vokal (kot Dado Sheik)

Rezerva
- Peter Dekleva — kitara (»Pjopular man«, »Tenstan krumper je še vedno kul«) (kot Peter 'Paddy Kelly' Dekleva)
- Darja Klančar — vokal (»Đa Balkan Rasa«, »Tenstan krumper je še vedno kul«, »The Bear of Sorrow«, »Majoneza«)
- Jasna, Bračko, John in Jurček - sodelovanje pri petju

Ostali
- Matjaž Košir — snemanje, tehinka, mendežerstvo (kot M. Animal)
- Žarko Pak — miksanje
- "stric iz Milana" — mastering
- Aleš Lombergar — naslovnica
- Gašper Jenko — vse risbice
- Gregor Stante — fotografije
- Urban Modic — fotografija skupine
- Miha Jerovec — oblikovanje ovitka
- Irena Modic — sooblikovanje ovitka